# Hellenic Football Club
El Hellenic Football Club fue un club de fútbol de Ciudad del Cabo, Sudáfrica. Fue fundado en 1958 y desapareció en 2004.

## Historia
El equipo fue fundado en 1954 por inmigrantes griegos asentados en Ciudad del Cabo. Escogieron para el escudo del club los colores de la bandera de Grecia. En 1971 ganaron el campeonato de Liga (entonces conocido como National football League).
En la temporada 2003-04 el equipo desciende a la Primera División de Sudáfrica (segunda categoría) y el club empieza a tener serios problemas económicos. La franquicia fue vendida a la familia Ndlovu, quien trasladó al equipo a la ciudad de Benoni, llamándolo Benoni Premier United (actual Thanda Royal Zulu).
El último partido del equipo se disputó en enero de 2004: Hellenic FC 2-2 Golden Arrows.

### Hellenic Football Club en la Premier Soccer League
- 2003-04: 15.º
- 2002-03: 14.º
- 2001-02: 16.º
- 2000-01: 14.º
- 1999-00: 8.º
- 1998-99: 12.º
- 1997-98: 10.º
- 1996-97: 4.º

## Uniforme
- Uniforme titular: Camiseta, pantalón y medias azules.
- Uniforme alternativo: Camiseta, pantalón y medias blancas.

## Estadio
El Hellenic FC jugaba en el Athlone Stadium. Este estadio fue inaugurado en 1972 y tiene una capacidad de 30000 personas.

## Entrenadores
- Mario Tuane (1964-1965)
- George Eastham (1970-1972)
- Johnny Byrne (1972-1981)
- Ian Towers (1981-1985)
- Gavin Hunt (1998-2001)
- Bruce Grobbelaar (2001)
- Zoran Pešić (2002)
- Neil Tovey (2003-2004)

## Palmarés
- 1 Liga de Sudáfrica (1971)